# 1878年のメジャーリーグベースボール
以下は、メジャーリーグベースボール（MLB）における1878年のできごとを記す。
ナショナルリーグではルイビル・グレイズ、ハートフォード・ダークブルース、セントルイス・ブラウンストッキングスの3球団が脱落し、新たにミルウォーキー・グレイズ、インディアナポリス・ブルース、プロビデンス・グレイズの3球団が加盟して、6球団でシーズンが開幕し、前年優勝のボストン・レッドキャップスが2年連続2度目の優勝をした。
1877年のメジャーリーグベースボール - 1878年のメジャーリーグベースボール - 1879年のメジャーリーグベースボール

## できごと
- ミルウォーキー・グレイズがナショナルリーグに加盟したこの年にルーキーのアブナー・ダルリンプルは61試合に出場して.356という高い打率を残し、この年ナショナルリーグはダルリンプルをリーグの『首位打者』と発表した。
- しかし、今日1878年の打率・打点・本塁打のトップはプロビデンス・グレイズのポール・ハインズとされ、ポール・ハインズはこの年に62試合に出場して打率.358、50打点、4本塁打の3部門でいずれもリーグトップの成績を残し、メジャーリーグとしては史上初の打撃部門の三冠王となったとしている。しかし1878年のルールでは勝敗のつかなかった引き分け試合の選手の記録は成績に含まない、とされて勝敗のつかなかった試合の成績を除いて打率が計算されており、後に記録の見直しが行われて、打率に関しては首位打者と当時のリーグが認めたアブナー・ダルリンプルは271打数96安打で打率.354、ポール・ハインズが257打数92安打で打率.358となり、1878年の首位打者はポール・ハインズとなった。この他に本塁打と打点については記録は当時余り注目されておらず、三冠王として騒がれることはなかった。
- ジョン・モンゴメリー・ウオード(モンテ・ウォード)は1878年にプロビデンス・グレイズに入団し最初は投手を務めていた。この年37試合に登板し、22勝13敗、リーグ最高の防御率1.51の成績を収め、グレイズの主力投手として活躍する。その後1884年頃にそれまでの投手の下手投げルールの制限が解除されて以降は遊撃手に転向した。後に選手としてよりも指導力を発揮して、野球選手の組合を創ったり、プレーヤーズ・リーグを創設したり、ブルックリン・グルームス（後のドジャーズ）やニューヨーク・ジャイアンツの監督になったり、ボストン・ブレーブスの球団会長になったり、また1914年と1915年にフェデラル・リーグにも関わり、ブルックリン・ティップトップスのGMを務めたこともあった。1925年に65歳で死去。1964年に殿堂入りした。

## 最終成績

### ナショナルリーグ
| 1 | ボストン・レッドキャップス     | 41 | 19 | .683 | -    |
| 2 | シンシナティ・レッズ           | 37 | 23 | .617 | 4.0  |
| 3 | プロビデンス・グレイズ         | 33 | 27 | .550 | 8.0  |
| 4 | シカゴ・ホワイトストッキングス | 30 | 30 | .500 | 11.0 |
| 5 | インディアナポリス・ブルース   | 24 | 36 | .400 | 17.0 |
| 6 | ミルウォーキー・グレイズ       | 15 | 45 | .250 | 26.0 |

## 個人タイトル

### ナショナルリーグ
| 項目   | 選手                     | 記録 |
| ------ | ------------------------ | ---- |
| 打率   | ポール・ハインズ (PRO)   | .358 |
| 本塁打 | ポール・ハインズ (PRO)   | 4    |
| 打点   | ポール・ハインズ (PRO)   | 50   |
| 得点   | ディック・ハイアム (PRO) | 60   |
| 安打   | ジョー・スタート (CHC)   | 100  |

| 項目   | 選手                     | 記録  |
| ------ | ------------------------ | ----- |
| 勝利   | トミー・ボンド (BSN)     | 40    |
| 防御率 | モンテ・ウォード (PRO)   | 1.51  |
| 奪三振 | トミー・ボンド (BSN)     | 182   |
| 投球回 | トミー・ボンド (BSN)     | 532.2 |
| セーブ | トム・ヒーリー (PRO/IND) | 1     |

## 参考
- ナショナルリーグ順位表